# Pholcus calligaster
Pholcus calligaster is een spinnensoort uit de familie trilspinnen (Pholcidae). De soort komt voor in Myanmar.